# CherryHearts
CherryHearts（チェリーハーツ、略称：チェリハ）は、日本のガールズバンド。プリンセス プリンセスやリンドバーグらが活躍した栄光のガールズバンド全盛期を思い起こさせる楽曲と、ハッピー感と疾走感にあふれたライヴが特徴。

## バイオグラフィ
2013年
3月、笹宮千穂(Vo)、早川満里奈(Gt)を中心に、椎名りえ(Gt)を迎え東京で結成。同月に1stライヴを敢行し、6月にはライヴ会場限定第1弾シングル『Next Brand New World』を、翌7月には第2弾シングル『黎明カラーパレット』をリリースする。
2014年
2月は渋谷CHELSEA HOTELにて、3月は渋谷Star loungeにて2daysイベントを開催。
3月には第3弾シングル『ねがいごと』を、10月には第4弾シングル『Rise goes ON!!』をリリース。
2015年
1月、第5弾シングル『Happy Logic』をリリース。
3月には、渋谷CHELSEA HOTELにて2nd Anniversary主催イベントを開催し、満員となる。
6月に日向琴乃(B)が加入。ここで現体制となり、渋谷クラブクアトロ/梅田クラブクアトロで行われるRaglaia ワンマンツアーのオープニングアクトを務める。
7月には、第6弾シングル『I'll be lovers』、第7弾シングル『Good-Bye』を、8月には第8弾シングル『Dyed in blue』と3枚連続でリリース。
9月にはAldiousやRaglaiaが所属しているVAA(ヴィレッジアゲインアソシエイション)のレーベル “Across Music”と契約。初のワンマンライヴを渋谷Star loungeで開催。
10月、Zeppダイバーシティ東京で開催されたVAA主催のフリーライヴイベントに出演。
11月に第9弾シングル『You & I』、第10弾シングル『Make a LIVE』を同時リリース。
12月には、シングル『スノーレター』でメジャーデビュー。シングル発売ワンマンライヴを表参道GROUNDで開催した。
2016年
4月には待望の1stアルバム『チェリーハーツ』をリリース。
7月からは初の東名阪ワンマンツアーに加え、スペシャルゲストにCyntiaを迎えた2マンライヴを表参道GROUNDで開催した。
12月18日、日向琴乃 (B.)がインフルエンザを発症し、新宿K4と恵比寿aimでの2公演を休演。ベースレスでライブを行う。その後、インフルエンザの合併症であるヘルペス性角膜炎も発症していることが判明し、年内の公演を全て休演した。
2017年
1月9日、インフルエンザの合併症であるヘルペス性角膜炎のため静養中だった日向琴乃が復帰。
その後
2017年8月以降、主立った活動はなかったが、2019年9月1日、椎名がツイッター上で、事実上解散していることを発表した。

## メンバー
笹宮千穂 (Chiho Sasamiya)
ボーカル担当。イメージカラー赤。
1月19日生まれ、兵庫県出身。血液型AB型。身長165cm。
趣味 - 食べる。寝る。
好きな食べ物 - ほたるいかの沖漬け、果物、サッポロ一番の塩ラーメン
嫌いな食べ物 - 甘いもの
早川満里奈 (Marina Hayakawa)
ギター担当。イメージカラー青。
9月7日生まれ、東京出身。血液型0型。身長173cm。
趣味 - 間接照明集め。綺麗なモノ好き。
好きな食べ物 - 豆腐、焼鳥、ビール
嫌いな食べ物 - 胡瓜
椎名りえ (Rie Shiina)
ギター担当。イメージカラー黄色。
11月25日生まれ、愛知出身。血液型A型。身長157cm。
趣味 - 美味しいものを食べること。歴史物を見ること。
好きな食べ物 - 焼肉、モロヘイヤ
嫌いな食べ物 - ワサビ、パクチー
日向琴乃 (Cotono Himukai)
ベース担当。イメージカラー緑。
4月12日生まれ、千葉出身。血液型A型。身長170cm。
趣味 - ダンス。お散歩。カフェ巡り。
好きな食べ物 - ケーキとココア
嫌いな食べ物 - 野菜全般

## メディア

### ラジオ
『bayfm NEXT POWEA RADIO~Feel the Hearts~』（2016年4月3日~ 、bayfm(78.0MHz)、毎週日曜日25:05~）
番組と連動して、『bayfm NEXT POWEA ON!LIVE Vol.25』も開催される（2016年7月3日）
スペシャルゲストにCYNTIAを迎えて２マンLIVEが決定している。

## ディスコグラフィ

### シングル
| 1st      | 2013年6月21日  | Next Brand New World | CD-R   | PMCH-001 |       |
| 2nd      | 2013年7月14日  | 黎明カラーパレット   | CD-R   | PMCH-002 |       |
| 3rd      | 2014年6月27日  | ねがいごと           | CD-R   | PMCH-003 |       |
| 4th      | 2014年10月8日  | Rise goes ON!!       | CD-R   | PMCH-004 |       |
| 5th      | 2015年1月18日  | Happy Logic          | CD-R   | PMCH-005 |       |
| 6th      | 2014年7月18日  | I'll be lovers       | CD-R   | PMCH-006 |       |
| 7th      | 2015年7月26日  | Good-Bye             | CD-R   | PMCH-007 |       |
| 8th      | 2015年8月12日  | Dyed in blue         | CD-R   | PMCH-008 |       |
| 9th      | 2015年11月19日 | You & I              | CD-R   | PMCH-009 |       |
| 10th     | 2015年11月19日 | Make a LIVE          | CD-R   | PMCH-010 |       |
| メジャー |                |                      |        |          |       |
| 1st      | 2015年12月2日  | スノーレター         | CD+DVD | RAMI-010 | 133位 |
| 1st      | 2015年12月2日  | スノーレター         | 12cmCD | RAMI-011 | 133位 |

### アルバム
|     | 発売日        | タイトル     | 規格   | 品番    | 最高位 |
| --- | ------------- | ------------ | ------ | ------- | ------ |
| 1st | 2016年4月20日 | CherryHearts | CD+DVD | RAMI-12 | 81位   |
| 1st | 2016年4月20日 | CherryHearts | 12cmCD | RAMI-13 | 81位   |

## タイアップ
| 起用年 | 楽曲       | タイアップ                           |
| ------ | ---------- | ------------------------------------ |
| 2016年 | ねがいごと | 日本テレビ系『バズリズム』POWER PLAY |